# لوران بروشار
لوران بروشار (فرانسوی: Laurent Brochard‎؛ زادهٔ ۲۶ مارس ۱۹۶۸) دوچرخه‌سوار اهل فرانسه است.
از باشگاه‌هایی که در آن رکاب زده‌است می‌توان به تیم دوچرخه‌سواری کاستوراما، تیم دوچرخه‌سواری فستینا، آر.ای.ژ.تی. سمنس، آژ۲آر لا موندیال، و تیم دوچرخه‌سواری دیرکت انرژی اشاره کرد.
وی در مسابقات کشوری و بین‌المللی در مجموع برندهٔ ۱ مدال طلا شده‌است.